# Andrej Dojkić
Andrej Dojkić (Osijek, 26. srpnja 1980.) hrvatski je filmski, kazališni i televizijski glumac.

## Životopis
Završio je Akademiju dramske umjetnosti i Ekonomski fakultet u Zagrebu. Njegova prva uloga prije upisa na Akademiju dramske umjetnosti bila je u TV-seriji Zabranjena ljubav, a zatim 2007. u dramskoj TV-seriji Dobre namjere. Od 2008. radi na brojnim kazališnim predstavama, filmovima i serijama. Rektorovu nagradu je dobio 2007. godine za ulogu Orfeja u predstavi Euridice na Dubrovačkim ljetnim igrama.

## Filmografija

### Televizijske uloge
- "Zabranjena ljubav" kao Saša Barić (2005. – 2006.)
- "Dobre namjere" (2007. – 2008.)
- "Larin izbor" kao Maro (2011. – 2012.)
- "Mjesto zločina" (2014.)
- "Novine" (2016.)
- "Prava žena" (2016.)
- "Čista ljubav" (2018.)
- "Rat prije rata" (2018.)
- "Drugo ime ljubavi" kao Darko Milas (2019. – 2020.)
- "Bogu iza nogu" kao Dado (2021.)
- "Kumovi" kao Luka (2022. – 2023.)
- "Sjene prošlosti" kao detektiv Kruno Rimac (2024.)

### Filmske uloge
- "Korak po korak" (2011.)
- "Kapetan i audicija" (2012.)
- "Kosac" (2014.)
- "Glembays" (2014.)
- "Wasn't afraid to die" (2015.)
- "American Renegades" (2016.)
- "The Egg" (2017.)
- "Bellissima, mai più" (2017.)
- "Za ona dobra stara vremena" (2018.)

### Sinkronizacija
- "Snježno kraljevstvo" kao Kristoff (2013.)
- "Snježno kraljevstvo 2" kao Kristoff (2019.)
- "Pokémon: Mewtwo uzvraća udarac – Evolucija" kao istraživač B (2020.)
- "Mini heroji" kao Tech-No (2020.)

## Vanjske poveznice
- Andrej Dojkić – službene mrežne stranice  Arhivirana inačica izvorne stranice od 21. rujna 2016. (Wayback Machine) (hrv.) (engl.)
- Andrej Dojkić u internetskoj bazi filmova IMDb-u (engl.)